# Lintsi jõgi
Lintsi jõgi är ett vattendrag i landskapet Järvamaa i centrala Estland. Ån är 69 km lång. Lintsi jõgi är ett västligt biflöde till Pärnu och ett huvudflöde till Lokuta jõgi. 